# Polanka (Krosno)
Polanka – część miasta Krosna, jednostka pomocnicza gminy (dzielnica).
Dzielnica zajmuje południowo-zachodnią część miasta. Do 1961 r. osobna wieś. Na północnym zachodzie graniczy z Turaszówką, na zachodzie z Dobieszynem, na południu ze Świerzową. 
W roku 2019 liczba mieszkańców dzielnicy wyniosła 4 640. 

## Historia
- 1399 - w dokumentach odnotowany został Dzierżko z Polanki.
- 1429-1435 - właścicielem wsi Polanka jest Piotr Mleczko z Jedlicza.
- 1460 - Jan Długosz wymienia Polankę i dodaje, że  według przywilejów miała ona należeć do proboszcza w Zręcinie.
- 1464 - Mikołaj Mleczko z Jedlicza sprzedał Klemensowi Zebrzydowskiemu prawo korzystania z lasu w Polance.
- 1492 - właścicielem Polanki został Mikołaj z Żarnowa (wieś odziedziczył po swoim ojcu Stanisławie).
- 1496 - synowie Stanisława dokonali podziału dóbr i Mikołaj zatrzymał Polankę, Żarnowiec i Turaszówkę, które zaraz zastawił bratu Jerzemu za 300 florenów węgierskich, który jako jej dziedzic figuruje do roku 1536.
- 1504-1510 - wieś dzieliła się na Górną i Dolną. Według regulaminu poboru powiatu pilzneńskiego z 1508 wsie Strożowa, Polanka i Polanka Wyższa, były własnością Mikołaja Sarnowskiego.
- 1536 - Polankę wymienia się jako wieś szlachecką w parafii Jedlicze, własność Mikołaja Żarnowieckiego.
- 1581 - właścicielem obu Polanek był Stanisław Machowski.
- 1655 - wojska szwedzkie splądrowały i wymordowały ludność wsi.
- Marzec 1657 - spalenie domów i wymordowanie  mieszkańców przez wojska Jerzego II Rakoczego.
- 1772 - w czasie  powstania konfederacji barskiej stacjonował tu oddział Skotnickiego.
- 18 lutego 1808 - wieś znalazła się w posiadaniu rodziny Trzecieskich. Kupił ją, wraz ze Świerzową, od  Jacka i Magdaleny ze Strzałkowskich Borkowskich, Jan Michał  Trzecieski (1774-1842), protoplasta miejsteckiej linii Trzecieskich. W roku 1803 zamieszkał on ze swą żoną Magdaleną Franciszką Wiktorówną w drewnianym dworze w Polance. Zgromadził pokaźny majątek w postaci ośmiu wsi. W Polance urodził się Franciszek Trzecieski(1807-1875), od 1831 r. w wojsku, oficer w korpusie gen. Ramorino, odznaczony krzyżem Virtuti Militari po bitwie pod Drobinką, wieloletni poseł, założyciel Towarzystwa Wzajemnych Ubezpieczeń w Krakowie. Tu mieszkał także Tytus Trzecieski, pierwszy odkrywca ropy i założyciel przemysłu naftowego.
- 1846 - w czasie rzezi galicyjskiej podburzeni przez zaborcę chłopi pobili właściciela Polanki, Teofila Trzecieskiego oraz przebywającego tam Wincentego Pola, który uciekając z Glinika Mariampolskiego schronił się w tutejszym dworze. Odstawiony został przez chłopów do cyrkułu w Jaśle.
- 1861 -  Ignacy Łukasiewicz adaptuje browar w Polance na destylarnię ropy naftowej i rozpoczyna działalność jako współwłaściciel spółki naftowej; przebywa tu aż do wybuchu pożaru w 1865 r., kiedy to przeniósł się do Chorkówki.
- 1913 - Józef Piłsudski jako Główny Komendant Okręgu Związku Strzeleckiego w Rzeszowie obserwuje ćwiczenia bojowe w Polance.
- 1919 - uruchomiono w Polance odlewnię żeliwa z piecem opalanym gazem ziemnym.
- 22 lipca 1929 r. gościem Małopolskiego Towarzystwa Naftowego, mieszczącego się w pałacu w Polance, był Prezydent RP Ignacy Mościcki.
- lipiec 1944 - przy Cmentarzu w Polance  oddział AK dowodzony przez Antoniego Sucha "Mściciela" miał podjąć broń zrzutową i rozbroił niemiecką obsługę działka przeciwlotniczego.
- 31 grudnia 1961 - włączona do Krosna